# جوني لي ميدلتون
جوني لي ميدلتون (بالإنجليزية: Johnny Lee Middleton)‏ هو موسيقي أمريكي، ولد في 7 مايو 1963 في سانت بيترسبرغ في الولايات المتحدة.

## وصلات خارجية
- جوني لي ميدلتون على موقع ميوزك برينز (الإنجليزية)
- جوني لي ميدلتون على موقع ديسكوغز (الإنجليزية)